# شهرستان روآن (کنتاکی)
شهرستان روون، کنتاکی (به انگلیسی: Rowan County, Kentucky) یک سکونتگاه مسکونی در ایالات متحده آمریکا است که در کنتاکی واقع شده‌است.